# Newton County (Mississippi)
Newton County is een county in de Amerikaanse staat Mississippi.
De county heeft een landoppervlakte van 1.497 km² en telt 21.838 inwoners (volkstelling 2000). De hoofdplaats is Decatur.